# 長花煙草
長花煙草（学名：Nicotiana longiflora）为茄科煙草屬下的一个种。

## 扩展阅读
- 維基物種上的相關：長花煙草